# Cylindrepomus mucronatus
Cylindrepomus mucronatus är en skalbaggsart som beskrevs av Schwarzer 1926. Cylindrepomus mucronatus ingår i släktet Cylindrepomus och familjen långhorningar.
Artens utbredningsområde är Filippinerna. Inga underarter finns listade i Catalogue of Life.